# Julian Richings

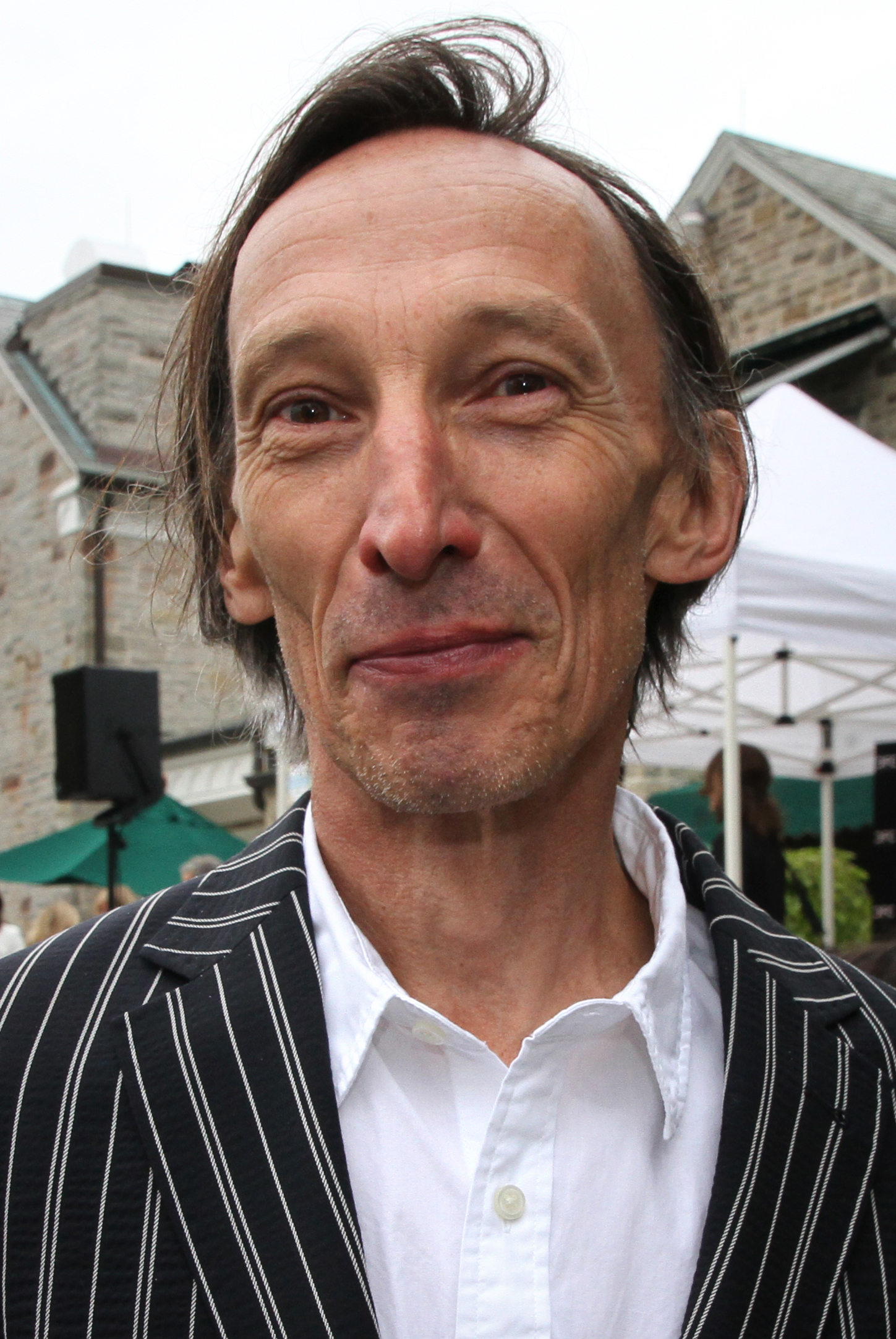
Julian Richings (2015)

Julian Richings (* 30. August 1956 in Oxford, England, Großbritannien) ist ein britisch-kanadischer Schauspieler, der vor allem in kanadischen Film- und Fernsehproduktionen mitwirkt.

## Leben
Richings studierte Drama an der University of Exeter und tourte anschließend mit einem britischen Bühnenensemble durch Nordamerika. Im Jahr 1984 zog er von England nach Toronto in Kanada, wo er in der zweiten Staffel zur Stammbesetzung der Fernsehserie Krieg der Welten avancierte. In der dramatischen Agentenserie Nikita ist er in zwei Folgen als Bösewicht Errol Sparks zu sehen. Außerdem spielte er in der Horrorfilmreihe Wrong Turn den Kannibalen Three Finger. Des Weiteren verkörperte er die alternde Punkrock-Legende Bucky Haigh in dem Film Hard Core Logo und hatte einen Kurzauftritt im weltweit erfolgreichen Science-Fiction-Horrorfilm Cube von Vincenzo Natali. Für die Rolle des Bellanger in dem Film Das Reich und die Herrlichkeit wurde er 2002 als bester Nebendarsteller für den Genie Award nominiert.
Dem deutschen Publikum ist Richings vor allem durch die Rolle des fast blinden Wachmanns Otto in der Miniserie Kingdom Hospital von Stephen King bekannt. Zudem lieh er in der Serie auch dem Hund Blondie die Stimme.
Des Weiteren spielte Richings an der Seite von Annette Bening in der Filmkomödie Being Julia und hatte 2006 einen Kurzauftritt im Sciencefiction-Film X-Men: Der letzte Widerstand.
Richings lebt mit seiner Frau und seinen beiden Kindern in Toronto und hat sowohl die britische als auch die kanadische Staatsbürgerschaft.

## Filmografie (Auswahl)
- 1987: Verhext nochmal! (Love at Stake)
- 1989: The Top of His Head
- 1989–1990: Krieg der Welten (War of the Worlds, Fernsehserie, 15 Folgen)
- 1991: Naked Lunch
- 1995: Nick Knight – Der Vampircop (Forever Knight, Fernsehserie, Folge: A More Permanent Hell)
- 1995: Moonlight and Valentino (Moonlight & Valentino)
- 1997: Mimic – Angriff der Killerinsekten (Mimic)
- 1997: Cube
- 1997: Ms. Scrooge – Ein wundervoller Engel (Ms. Scrooge)
- 1997: PSI Factor – Es geschieht jeden Tag (PSI Factor – Chronicles of the Paranormal, Fernsehserie, eine Folge)
- 1997, 1999: Nikita (La Femme Nikita, Fernsehserie, 2 Folgen)
- 1998: Die rote Violine (The Red Violin)
- 1998: Düstere Legenden (Urban Legend)
- 1999: Zeitreise in die Katastrophe (The Time Shifters)
- 1999: Detroit Rock City
- 1999–2000: Amazonas – Gefangene des Dschungels (Amazon, Fernsehserie, 10 Folgen)
- 2000: Das Reich und die Herrlichkeit (The Claim)
- 2000: The Crossing – Die entscheidende Schlacht (The Crossing)
- 2003: Mein Leben ohne mich (My Life Without Me)
- 2003: Wrong Turn
- 2003: Open Range – Weites Land (Open Range)
- 2004: Kingdom Hospital (Miniserie)
- 2004: Being Julia
- 2004: The Last Casino
- 2006: X-Men: Der letzte Widerstand (X-Men: The Last Stand)
- 2006: The Last Sect
- 2007: Shoot ’Em Up
- 2007: The Tracey Fragments
- 2007: Saw IV
- 2008: Jack and Jill vs. the World
- 2008: XIII – Die Verschwörung (XIII, Fernsehfilm)
- 2008: Der Seewolf (Sea Wolf, Fernsehfilm)
- 2009–2010: Heartland – Paradies für Pferde (Heartland, Fernsehserie, 2 Folgen)
- 2010: Percy Jackson – Diebe im Olymp (Percy Jackson & the Olympians: The Lightning Thief)
- 2010–2015: Supernatural (Fernsehserie, 5 Folgen)
- 2012: Transporter: Die Serie (Transporter: The Series, Fernsehserie, 5 Folgen)
- 2012: Murdoch Mysteries (Fernsehserie, eine Folge)
- 2012: Republic of Doyle – Einsatz für zwei (Republic of Doyle, Fernsehserie, eine Folge)
- 2013: Die Karte meiner Träume (The Young and Prodigious T.S. Spivet)
- 2013: Hemlock Grove (Fernsehserie, eine Folge)
- 2013: Rookie Blue (Fernsehserie, eine Folge)
- 2013: Man of Steel
- 2014: The Listener – Hellhörig (The Listener, Fernsehserie, eine Folge)
- 2014–2016: Orphan Black (Fernsehserie, 7 Folgen)
- 2015: Hannibal (Fernsehserie, eine Folge)
- 2015: The Expanse (Fernsehserie, eine Folge)
- 2015–2018: Patriot (Fernsehserie, 15 Folgen)
- 2016: Killjoys (Fernsehserie, eine Folge)
- 2018: Einfach unheimlich (Creeped Out, Fernsehserie, 2 Folgen)
- 2018: The Magicians (Fernsehserie, eine Folge)
- 2019: Doom Patrol (Fernsehserie, 3 Folgen)
- 2019: Carter (Fernsehserie, eine Folge)
- 2019: Blood & Treasure – Kleopatras Fluch (Blood and Treasure, 4 Folgen)
- 2020: Anything for Jackson
- 2020: Spare Parts – Die Waffen sind wir (Spare Parts)
- 2022: The Umbrella Academy (Fernsehserie)
- 2022: Guillermo del Toro’s Cabinet of Curiosities (Fernsehserie, Folge 1x02)
- 2024: Percy Jackson: Die Serie (Percy Jackson and the Olympians, Fernsehserie, Folge 1x07)